# Sleepy John Estes
Sleepy John Estes (* 25. Januar 1899 in Ripley, Tennessee; † 5. Juni 1977 in Brownsville, Tennessee; eigentlich John Adam Estes) war ein einflussreicher US-amerikanischer Blues-Gitarrist, -Sänger und -Komponist. Sein Spitzname Sleepy John wird auf niedrigen Blutdruck und die sich daraus ergebenden Schlafanfälle zurückgeführt. Es wird berichtet, dass er im Stehen schlafen konnte und auch auf der Bühne eingeschlafen sein soll.

## Leben
Als Kind erblindete Estes nach einem Baseball-Unfall auf dem rechten Auge. Er baute sich schon früh aus Zigarrenkisten Gitarren, um darauf zu spielen. 1915 zog die Familie nach Brownsville, Tennessee, wo Estes den Mandolinenspieler Yank Rachell kennenlernte; die beiden wurden langjährige Bluespartner. Ein weiterer Jugendfreund von Estes war Sonny Boy Williamson.

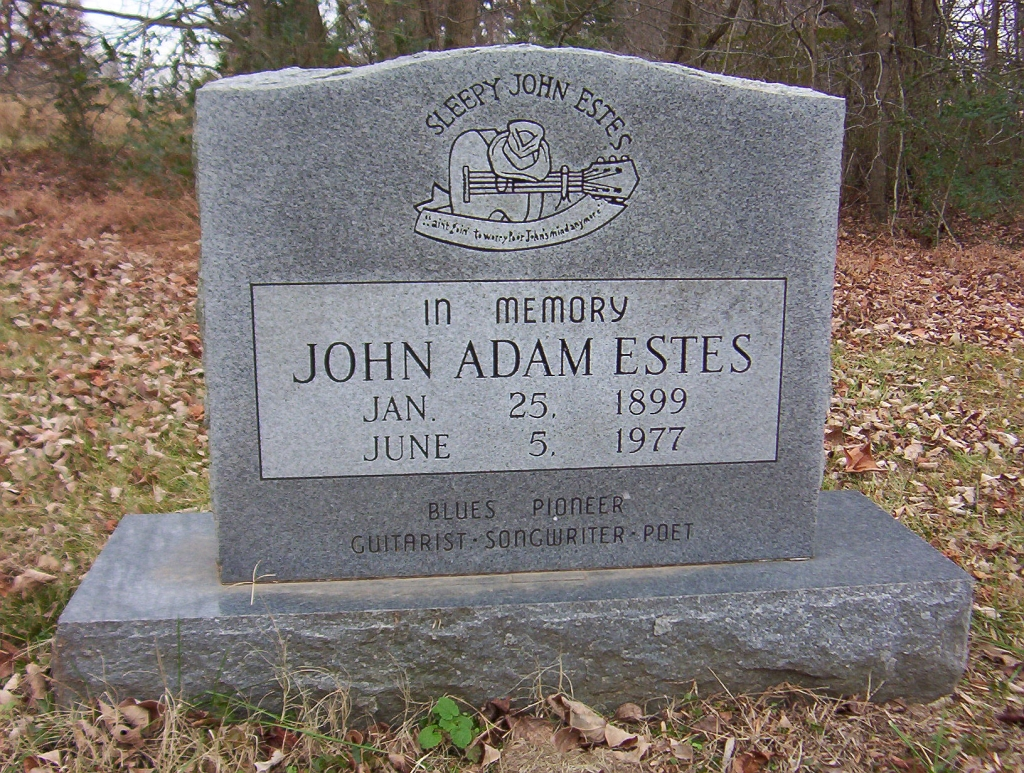
Estes’ Grab in Durhamville

Estes, Rachell und Hammie Nixon (Mundharmonika) traten häufig zusammen auf. Mit dem Jug-Spieler und Pianisten Jab Jones gründeten Estes und Rachell in Memphis die „Three J’s Jug Band“, die 1929 und 1930 einige Aufnahmen machte. Im Jahr 1931 gingen Estes und Nixon nach Chicago. Später zogen sie auf der Suche nach Auftritten umher. 1937 und 1938 machten sie Aufnahmen in New York, unter anderem zusammen mit Robert Nighthawk. Titel wie der Milk Cow Blues (1930) wurden zu Klassikern. Auch sein Song Everybody Oughta Make a Change wurde wieder aufgegriffen.
Im Jahr 1941 zog Estes nach Brownsville zurück. Musikalisch wurde es still um ihn, und man sagt, er soll sogar für tot gehalten worden sein. 1950 wurde er vollständig blind. Im Zuge des Folk-Revivals wurde er 1962, völlig verarmt, wiederentdeckt. Er trat 1964 mit Rachell und Nixon beim Newport Folk Festival auf, nahm einige Alben auf und ging wieder auf Tour, bevor ihn gesundheitliche Probleme an sein Heim in Brownsville banden.
Sleepy John Estes starb am 5. Juni 1977 und ist in Durhamville, Tennessee, beigesetzt.

## Diskografie (Auswahl)
- Complete Recorded Works 1929–1941 Vols 1–2
- I Ain’t Gonna Be Worried No More 1929–1941
- The Legend of Sleepy John Estes
- Broke and Hungry
- Brownsville Blues
- Down South Blues
- Sleepy John Estes In Europe
- Electric Sleep